# 上田誠
上田 誠（うえだ まこと、1979年11月4日- ）は、日本の劇作家・演出家・脚本家・構成作家。劇団ヨーロッパ企画主宰。京都府京都市出身。同志社大学工学部知識工学科中退。

## 略歴
高校生の時、級友から頼まれて学園祭用の芝居『鳥が鳴くとき』を執筆。それまでゲーム・プログラミングを趣味としていたため、初めて他人との共同作業の楽しさを知り、演劇にはまる。実家は京都・二条城近くにある創業80年の焼菓子製造「上田製菓本舗」（2016年6月閉業）。
1998年、同志社大学の演劇サークル「同志社小劇場」に参加。同年、サークル内で「ヨーロッパ企画」旗揚げ。一貫してコメディにこだわりながら、全公演の作・演出を手掛けている。特に、SFコメディを愛好している。2000年に「同志社小劇場」退団と同時に「ヨーロッパ企画」を独立させる。
2005年、上田が「劇作家としてターニングポイントになった演劇作品」とのちに語っている戯曲『サマータイムマシン・ブルース』が映画化され、『冬のユリゲラー』がフジテレビの『劇団演技者。』でドラマ化された。それぞれ、原作者の上田自身が脚本を担当している。2009年には、『冬のユリゲラー』を原作とした映画『曲がれ!スプーン』が公開された。
2010年、テレビアニメ『四畳半神話大系』のシリーズ構成・脚本を担当。同作は文化庁メディア芸術祭アニメーション部門史上初のテレビアニメによる大賞受賞を果たした。また、バッファロー吾郎が主催する大喜利大会「ダイナマイト関西2010 third」において優勝を飾る。2018年の時点では同大会において唯一の芸人以外からの優勝者となっている。
2017年、『来てけつかるべき新世界』で第61回岸田國士戯曲賞受賞。エンタテインメント性の強いコメディ作品への授賞には審査員の間でも意見が分かれたが、ケラリーノ・サンドロヴィッチは「圧倒的なうまさでねじ伏せた」と評した。
2024年、第68回岸田國士戯曲賞 選考委員に就任。
2024年、『リバー、流れないでよ』で第33回日本映画批評家大賞脚本賞受賞。

## 人物
- 中学3年生の時、体育の成績は1[15]。
- プログラミングを独学で学び[16]、中学から高校時代にゲームを作ったが、まったく評価されなかった[17]。
- 大学1年生の時、劇団を始めたので大学入学後は全く勉強してなかった[18]。
- 舞台は儲からないことから、両親からはプロになるのは構わないが劇団員を率いるのはやめてほしいと言われていた[19]。上田誠によると、ヨーロッパ企画において劇団のみの活動では観客動員数1万人以上でないと食べていけず、映画やDVD販売で補っている[19]。だが、DVD販売は流れに乗ったから続いてるだけで手応えはあまりないと語る[20]。
- 自動車運転免許は持ってない[15]。

## 主な脚本作品

### 舞台

#### その他の舞台
「恋するクランケにキスと包帯を!!」以外は演出も担当
- 代田'Nプラネッツ「恋するクランケにキスと包帯を!!」（2006年）[要出典]
- 昭和島ウォーカー（2008年）[21]
- ミッション女プロジェクト男（2010年）[要出典]
- 芝浦ブラウザー（2011年）[22]
- 前田建設ファンタジー営業部（2013年）
- TOKYOHEAD〜トウキョウヘッド〜（2015年）[23]
- 続・時をかける少女（2018年）
- たけしの挑戦状 ビヨンド（公演中止）[24]
- 夜は短し歩けよ乙女（2021年）
- たぶんこれ銀河鉄道の夜（2023年）[25]
- 鴨川ホルモー、ワンスモア（2024年）
- リプリー、あいにくの宇宙ね（2025年）[26]

### テレビドラマ
太字は、全ての回で上田誠が脚本を担当した番組である。
- 劇団演技者。「冬のユリゲラー」（2005年、フジテレビ）
- 素晴らしい世界 「スバセカ劇場『たなからボタもち』」（2007年、北海道テレビ放送）
- ユキポンのお仕事（2007年、テレビ東京）
- ロス:タイム:ライフ 第6話「ヒーローショー編」（2008年、フジテレビ）
- 藤子・F・不二雄のパラレル・スペース 第2話「あいつのタイムマシン」（2008年、WOWOW）
- 家族八景 Nanase,Telepathy Girl's Ballad（2012年、毎日放送）
- ドラマコレクション 堀江ブギーデイズ（2012年、関西テレビ）
- ドラゴン青年団（2012年、毎日放送） - 第9話と最終話は監督も担当
- ノーコン・キッド 〜ぼくらのゲーム史〜 第4話（2013年、テレビ東京）
- 雨天中止ナイン（2014年5月12日 - 6月2日、テレビ東京）
- 世にも奇妙な物語 25周年記念!秋の2週連続SP ストーリーテラー（2015年11月21日、フジテレビ）
- ストリートワイズ・イン・ワンダーランド―事件の方が放っておかない探偵―（2017年3月17日、2018年3月19日・26日、フジテレビ）[27]
- 世にも奇妙な物語 '18秋の特別編「マスマティックな夕暮れ」（2018年11月10日、フジテレビ）
- 大人の恋愛塾 マジメ男信彦の疑問（2018年12月20日、読売テレビ）
- ちょい☆ドラ2019「ダークマターな女」（2019年1月12日、NHK総合）
- ハゲしわしわときどき恋（2020年1月2日、テレビ朝日）
- 全っっっっっ然知らない街を歩いてみたものの 第1話・最終話（2021年3月28日・4月2日、フジテレビ）
- グラップラー刃牙はBLではないかと考え続けた乙女の記録ッッ（2021年8月20日 - 10月1日、WOWOWプライム）
- あいつが上手で下手が僕で（2021年10月7日 - 11月25日、日本テレビ・読売テレビ）
- リフォーマーズの杖（2021年10月17日 - 2023年2月27日、NHK Eテレ）
- 魔法のリノベ（2022年7月18日 - 9月19日、関西テレビ・フジテレビ）
- かっこいいスキヤキ（2023年3月18日、テレビ愛知）
- 時をかけるな、恋人たち（2023年10月10日 - 、カンテレ・フジテレビ）

### 映画
- サマータイムマシン・ブルース（2005年）
- 曲がれ!スプーン（2009年）
- FLY!〜平凡なキセキ〜（2011年）
- 前田建設ファンタジー営業部（2020年）
- ドロステのはてで僕ら（2020年）
- 半径1メートルの君〜上を向いて歩こう〜「バックスペースにて」（2021年2月26日、KATSU-do）[28]
- リバー、流れないでよ（2023年）
- リライト（2025年）

### 劇場アニメ
- 夜は短し歩けよ乙女（2017年）
- ペンギン・ハイウェイ（2018年）
- 四畳半タイムマシンブルース（2022年）
- ザ・スーパーマリオブラザーズ・ムービー（2023年） - 日本語版脚本を担当[29]

### テレビアニメ
- 四畳半神話大系（2010年4月22日 - 7月1日、フジテレビ）
- ドラえもん (2005年のテレビアニメ) 誕生日スペシャル「のび太とギリシャのケーキ伝説」（2024年9月7日、テレビ朝日）

### Webアニメ
- リラックマと遊園地（2022年、Netflix）
- 四畳半タイムマシンブルース（2022年、Disney+）

### バラエティ
太字は上田誠が全ての回で脚本を担当し、ヨーロッパ企画メンバーが出演した番組。
- 発熱!猿人ショー（2003年、ABCテレビ）
- ヨーロッパ企画のロケコメ（2005年、ABCテレビ） - 企画も担当
- ヨーロッパ企画のロケコメ2（2007年、ABCテレビ） - 企画も担当
- ホレゆけ!スタア☆大作戦〜まりもみ危機一髪!〜（2007年4月 - 9月）
- ホレゆけ!スタア☆大作戦〜まりもみ一触即発!〜（2007年10月 - 2008年3月）
- ヨーロッパ企画の町内会ディスコ（2009年3月・4月、関西テレビ☆京都チャンネル） - 演出も担当
- 誰なんだ君たち（2009年4月 - 9月、TOKYO MX）
- 〔藤村・嬉野プロデュース〕ヨーロッパ企画です。（2012年2月29日、北海道テレビ）
- Let's天才てれびくん（2014年3月31日 - 、NHK Eテレ）
- ことばドリル（2014年4月7日 - 、NHK Eテレ）
- S区の奇妙な人々（2025年1月15日 - 2月19日、DMM TV） - 全体構成、脚本[30]

### ラジオ
- フジテレビ20ミニッツ（2006年、ニッポン放送） - 企画も担当[要出典]

### イベント
- カミロボ「魔王VSブルーキラー」（2006年）[要出典]

## 主な構成・監修作品

### 構成（シリーズ構成・構成協力を含む）
- 野性爆弾EXHIBITION「ヤバクテンLIVE」（2006年）
- ヨーロッパ企画の試験放送（2006年 - 2008年、ABCラジオ） - 企画も担当
- 四畳半神話大系（2010年4月22日 - 7月1日、フジテレビ） - シリーズ構成
- ヨーロッパ企画の暗い旅（2011年1月 - 、KBS京都） - 企画も担当
- Let's天才てれびくん（2014年4月1日 - 、NHK Eテレ）
- 純愛ナイトクラブ 夜の愛之助【生放送で美女をお・も・て・な・し】（2015年1月14日・21日、毎日放送） - 構成協力
- かもめんたる第16回単独ライブ「抜旗根生〜ある兄弟の物語」（2015年1月） - 構成協力

### 監修
- 銀河銭湯パンタくん（2013年4月12日 - 、NHK Eテレ） - 角田貴志が脚本を担当
- 俺たち賞金稼ぎ団（2014年5月） - 酒井善史が脚本を担当
- テレビアニメ『うる星やつら（2022年版）』（2022年 - 、フジテレビ） - 鬼族語制作担当[31]

## 出演

### テレビ
- ヨーロッパ企画のロケコメ（2005年、ABCテレビ）
- フジテレビ20ミニッツ（2006年、ニッポン放送）
- ヨーロッパ企画のロケコメ2（2007年、ABCテレビ）

### ラジオ
- ヨーロッパ企画の試験放送（2006年 - 2008年、ABCラジオ）
- すっぴん!（2014年4月 - 2015年2月、NHKラジオ第1放送） - 高橋源一郎がパーソナリティをつとめる金曜日のエンターテイメント紹介コーナー「源ちゃんのみみきゅん!」に月1回レギュラー出演。なお、当該番組にはレギュラー出演以前の2013年1月11日に「すっぴんインタビュー」にゲスト出演したことがある[要出典]。

## その他

### 著書
- サマータイムマシン・ブルース＋！（2005年9月、太田出版、共著：本広克行、井口啓子）
- 曲がれ！スプーン（2009年10月、ハヤカワSFシリーズJコレクション）
- 来てけつかるべき新世界（2017年5月、白水社）
- サマータイムマシン・ブルース（2018年8月、早川書房）
- 四畳半タイムマシンブルース 森見登美彦(著), 上田誠 (企画・原案), 角川文庫/角川つばさ文庫  2022

### 撮影
・ロッキンハートブレイカーズ（2018年12月）

### アンソロジー
「」内が上田誠の作品
- V3（2024年10月 万筆社）「奇怪の鴨の胃」

### インタビュー
- 有名人が語る男前の条件「ヨーロッパ企画」[32]

## 関連人物
- 本広克行 - 「サマータイムマシン・ブルース」「曲がれ!スプーン」の監督